# Kasper Lorentzen
Kasper Lorentzen (Hvidovre, 19 novembre 1985) è un ex calciatore danese, di ruolo centrocampista.

## Carriera

### Club
Debutta nella massima serie danese con la maglia del Broendby IF nel 2006, rimanendovi per tre stagioni.
Nel 2009 passa al Randers con cui continua a giocare nel massimo campionato e nelle competizioni europee (partecipando sia nel 2009 che nel 2010 ai preliminari di Europa League).

### Nazionale
Ha fatto parte di tutte le nazionali giovanili della Danimarca, compresa l'Under 21, con la quale ha segnato 4 reti in 13 incontri.
Dal 2010 fa parte del giro della Nazionale maggiore. Il 12 ottobre 2010 ha segnato la sua prima rete nella gara valida per le qualificazioni a Euro 2012 vinta per 2-0 contro Cipro.

## Statistiche

### Cronologia presenze e reti in nazionale
| Cronologia completa delle presenze e delle reti in nazionale ― Danimarca | Cronologia completa delle presenze e delle reti in nazionale ― Danimarca | Cronologia completa delle presenze e delle reti in nazionale ― Danimarca | Cronologia completa delle presenze e delle reti in nazionale ― Danimarca | Cronologia completa delle presenze e delle reti in nazionale ― Danimarca | Cronologia completa delle presenze e delle reti in nazionale ― Danimarca | Cronologia completa delle presenze e delle reti in nazionale ― Danimarca | Cronologia completa delle presenze e delle reti in nazionale ― Danimarca |
| Data                                                                     | Città                                                                    | In casa                                                                  | Risultato                                                                | Ospiti                                                                   | Competizione                                                             | Reti                                                                     | Note                                                                     |
| ------------------------------------------------------------------------ | ------------------------------------------------------------------------ | ------------------------------------------------------------------------ | ------------------------------------------------------------------------ | ------------------------------------------------------------------------ | ------------------------------------------------------------------------ | ------------------------------------------------------------------------ | ------------------------------------------------------------------------ |
| 11-8-2010                                                                | Copenaghen                                                               | Danimarca                                                                | 2 – 2                                                                    | Germania                                                                 | Amichevole                                                               | -                                                                        | 66’                                                                      |
| 12-10-2010                                                               | Copenaghen                                                               | Danimarca                                                                | 2 – 0                                                                    | Cipro                                                                    | Qual. Euro 2012                                                          | 1                                                                        |                                                                          |
| 29-3-2011                                                                | Trnava                                                                   | Slovacchia                                                               | 1 – 2                                                                    | Danimarca                                                                | Amichevole                                                               | -                                                                        | 46’                                                                      |
| 15-8-2012                                                                | Odense                                                                   | Danimarca                                                                | 1 – 3                                                                    | Slovacchia                                                               | Amichevole                                                               | -                                                                        | 75’                                                                      |
| 16-10-2012                                                               | Milano                                                                   | Italia                                                                   | 3 – 1                                                                    | Danimarca                                                                | Qual. Mondiali 2014                                                      | -                                                                        | 72’                                                                      |
| 14-11-2012                                                               | Istanbul                                                                 | Turchia                                                                  | 1 – 1                                                                    | Danimarca                                                                | Amichevole                                                               | -                                                                        | 46’                                                                      |
| Totale                                                                   |                                                                          | Presenze                                                                 | 6                                                                        |                                                                          | Reti                                                                     | 1                                                                        |                                                                          |